# Rádio Tabajara
A Rádio Tabajara é uma rede de rádios formada por uma emissora sediada na cidade de João Pessoa, capital da Paraíba. Transmite na frequência FM 105,5 MHz.

## História
A emissora foi fundada como um órgão do Governo do Estado da Paraíba, criada no dia 25 de janeiro de 1937 pelo governador Argemiro de Figueiredo sob o nome de Rádio Difusora da Paraíba PRI-4. 
A Tabajara AM é a 17ª emissora de rádio mais antiga do Brasil e a mais antiga da Paraíba. Na época de ouro do rádio - décadas de 40, 50 e 60 -, a Rádio Tabajara exibia seus programas de auditório com artistas de fama nacional e internacional.
A Tabajara FM fundada em 05 de agosto (aniversário da cidade) de 1999 tem uma programação diferente da AM, focada mais em músicas do gênero MPB e é a única rádio do estado que coloca na sua programação artistas locais. Além disso, sua programação noturna conta com programas especiais como: Trilha Sonora (musica de cinema), Música do Mundo (o que toca nas rádios do planeta), Jardim Elétrico (Rock) Transa Reggae, 105 Especial MPB (entrevistas com artistas locais), Domingo Sinfônico (Clássico), SamBrasil (Samba de raiz), Rei do Ritmo (Jackson do Pandeiro), Espaço Cultural e Macacos me Mordam (Musica Alternativa).
Em Medida Provisória publicada em 11 de maio de 2017, o Governo da Paraíba extinguiu a autarquia Rádio Tabajara - Superintendência de Radiodifusão, restaurando-a como empresa. Os servidores públicos que trabalham junto ao órgão terão seus contratos encerrados.
No final de 2023, a concessão AM migrou para FM com o nome Parahyba FM e frequência 103,9 MHz , em decorrência da migração AM-FM.